# Somabrachys infuscata
Somabrachys infuscata is een vlinder uit de familie van de Somabrachyidae. De wetenschappelijke naam van de soort is voor het eerst geldig gepubliceerd in 1830 door Klug.